# 高浜港駅
高浜港駅（たかはまみなとえき）は、愛知県高浜市青木町にある、名鉄三河線の駅。駅番号はMU07。manacaが使用可能である。

## 歴史
高浜港駅は三河鉄道が最初に建設した大浜港駅（現・碧南駅） - 刈谷新駅（現・刈谷駅）間の開通と同時に開業した。三河鉄道では当初より鉄道貨物輸送が考えられ、新川港や大浜港では駅と港とを結ぶ臨港線（新川口支線および大浜口支線）が建設されたが、高浜港の場合は後背地が海岸段丘であったことから臨港線建設には不適であり、路線を港に寄せることで対応した（当時は現在よりも海岸が近かったが、昭和30年代以降の工業化により港が埋立てられ、海岸線が遠のいた）。高浜港駅からの主な出荷品は地場産業の瓦や土管、醤油・味噌、高浜港から荷揚げされた石炭などで、入荷品は猿投町枝下地区で採掘され、瓦や土管の材料となる木節粘土などであった。このほか、日本陶管の工場が高浜港駅と刈谷駅付近にあったため、両工場間の燃料輸送も盛んであった。
1970年代には貨物輸送も鉄道からトラックへと切り替わっていき、高浜港駅の貨物扱いも1977年（昭和52年）に廃止された。

### 年表
- 1914年（大正3年）2月5日 - 三河鉄道の駅として開業[7]。
- 1940年（昭和15年）4月1日 - 先代の木造駅舎が竣工[1]。
- 1941年（昭和16年）6月1日 - 三河鉄道が名古屋鉄道に合併。同社三河線の駅となる。
- 1959年（昭和34年）以降 - 駅入口の車寄を増築（伊勢湾台風以降）[8]。
- 1977年（昭和52年）5月25日 - 貨物営業廃止[9]。
- 1983年（昭和58年）10月21日 - 棒線化[10]。
- 1985年（昭和60年）2月 - 特勤化（駅員配置時刻不明）[11][出典無効]。
- 2005年（平成17年）
  - 8月 - 無人化[12]。
  - 9月14日 - トランパス導入。
- 2011年（平成23年）2月11日 - ICカード乗車券「manaca」供用開始。
- 2012年（平成24年）2月29日 - トランパス供用終了。
- 2016年（平成28年）3月10日 - 新駅舎供用開始[1]。当初は瓦屋根のない駅舎が計画されたが、経費増分を地元が負担することで瓦屋根のある駅舎となった[13]。

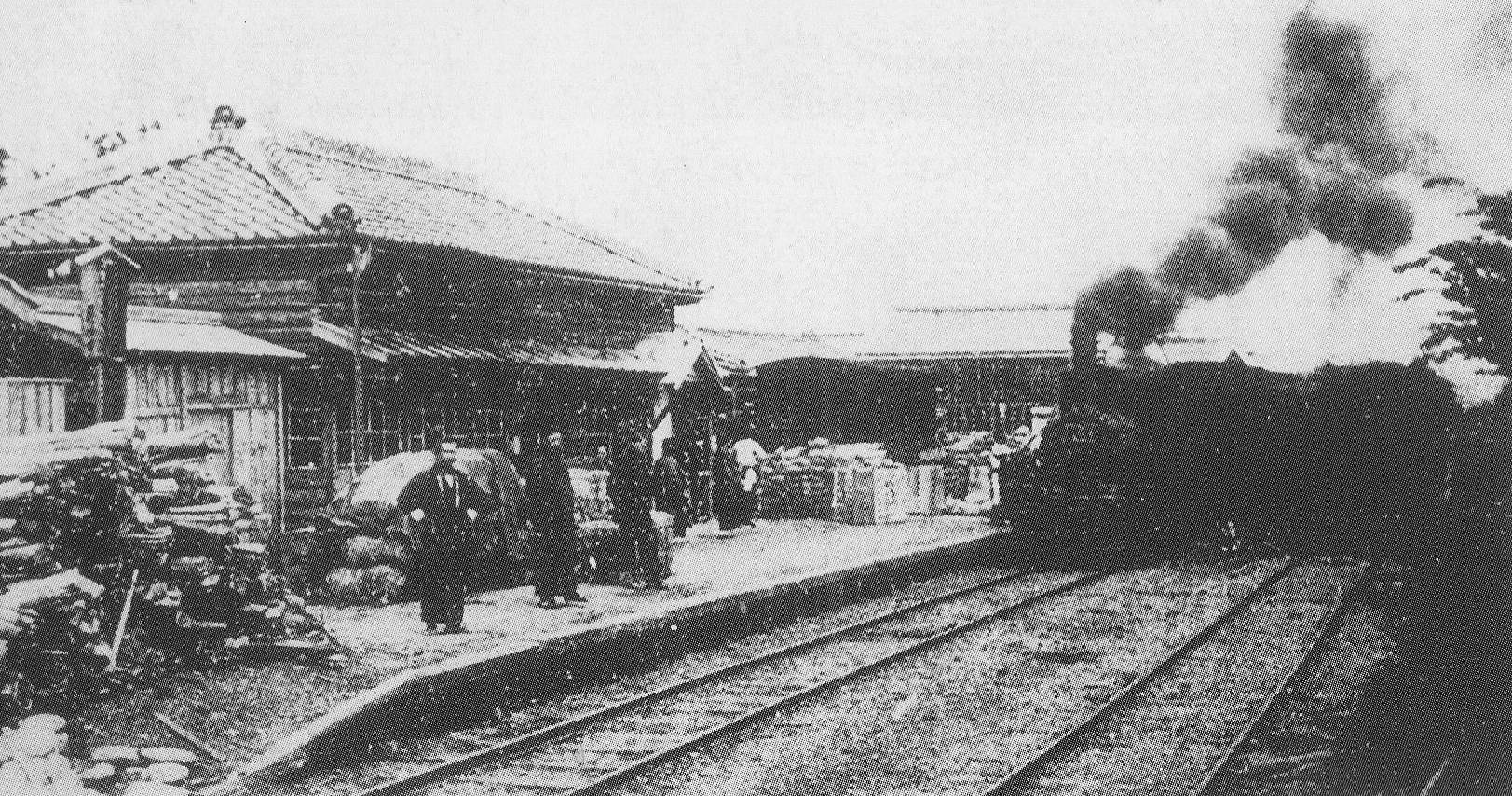
汽車時代の高浜港駅
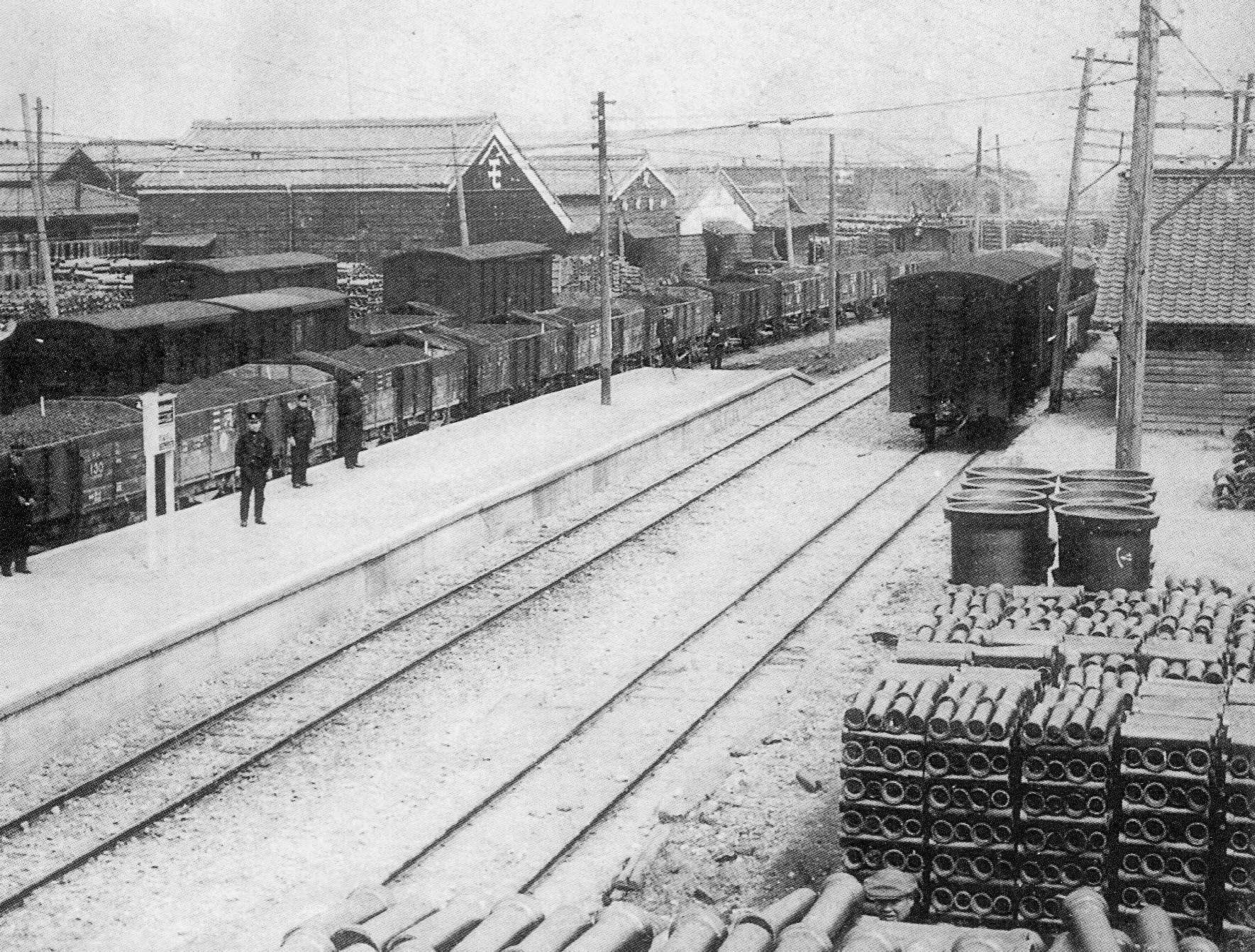
大正末期頃の駅構内
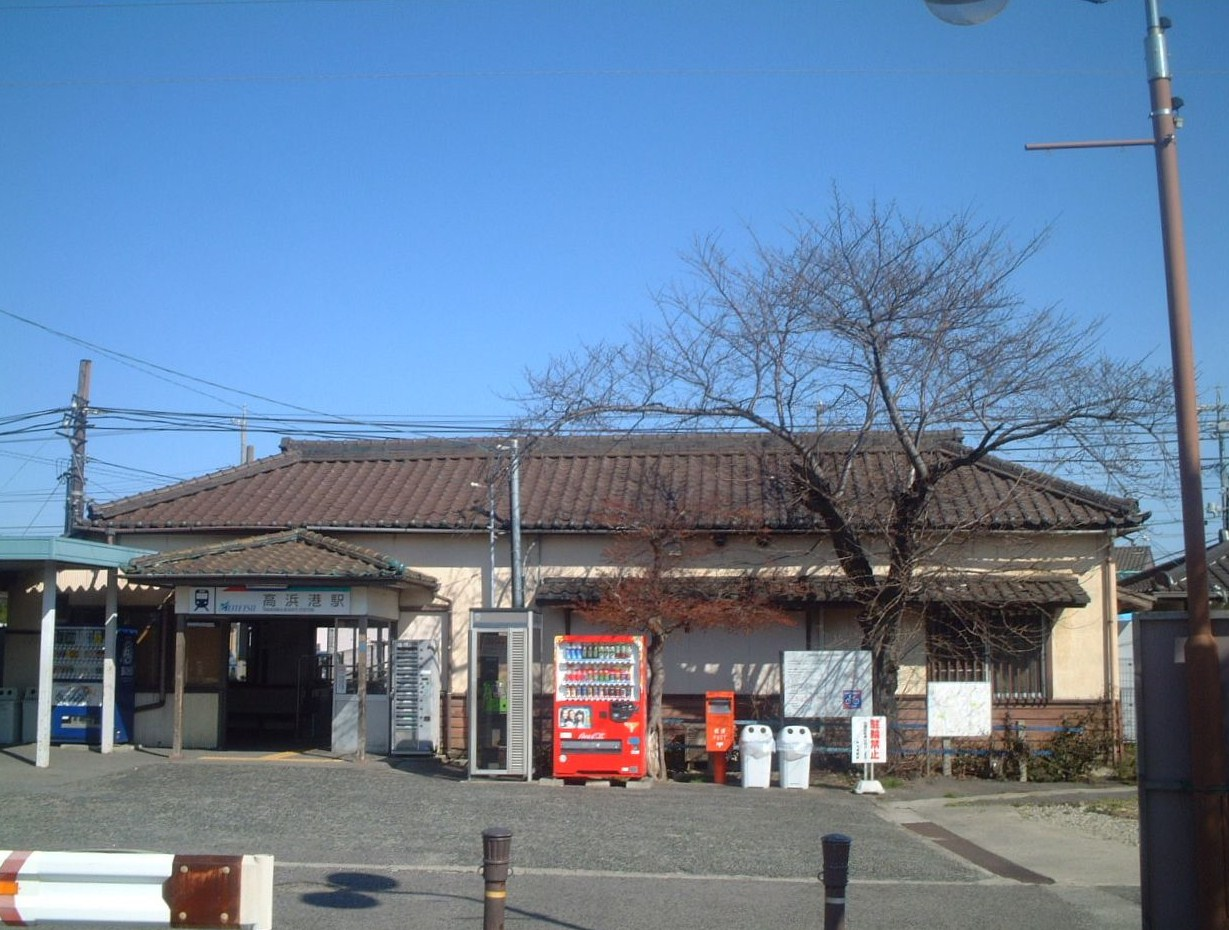
先代駅舎（1940年竣工）
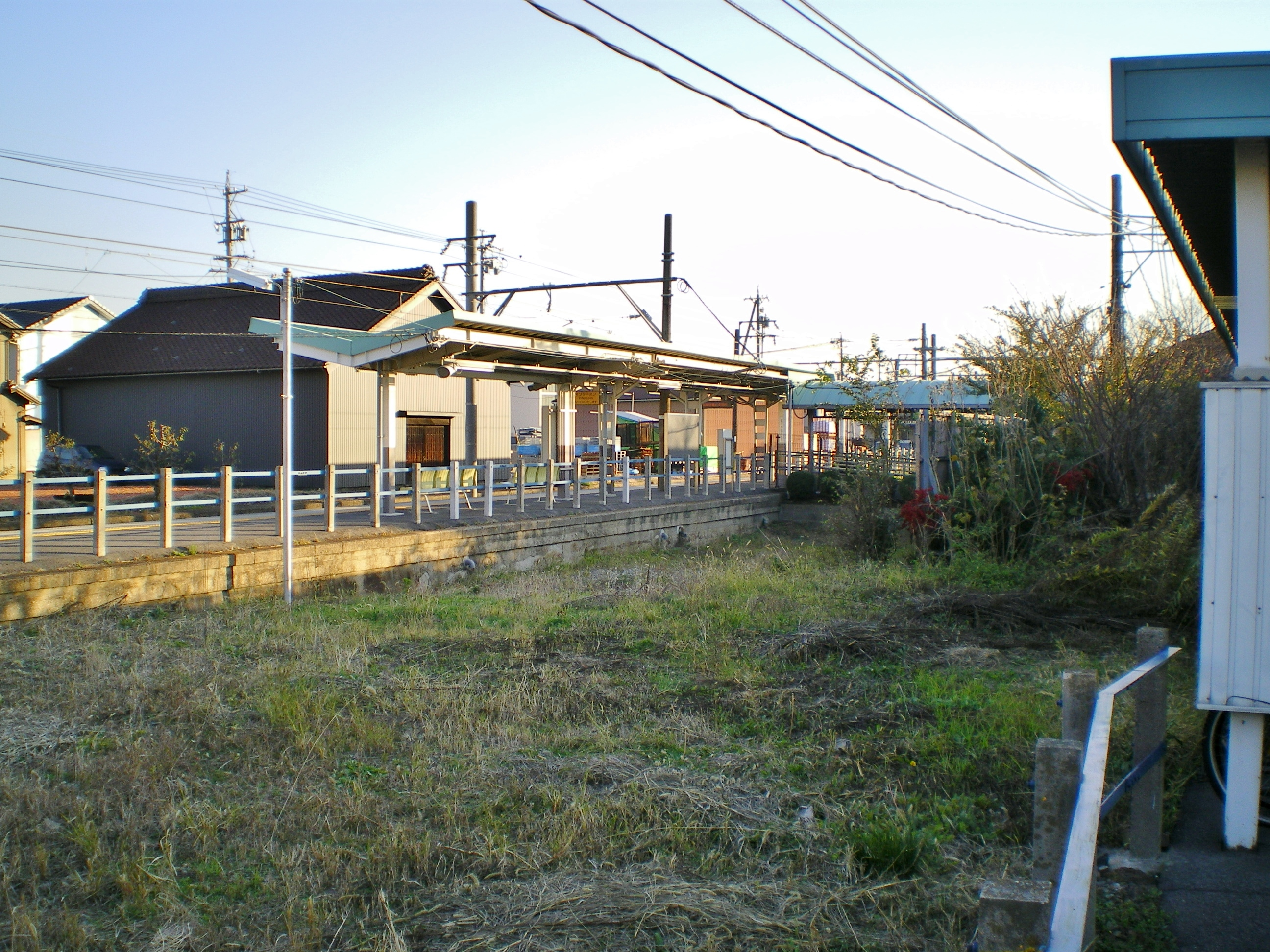
棒線化された駅構内

## 駅構造
1面1線の地上駅である。かつては1面2線の島式ホームであったが、三河線の貨物営業の廃止や運行ダイヤが整理されパターン化したことにより、交換駅としての必要性がなくなり棒線化された。現在の駅舎は2015年度（当初は2014年度）の設備投資計画によって建設され、2016年（平成28年）3月10日より供用を開始した。駅集中管理システム（管理駅は知立駅）が導入された無人駅である。
先代駅舎は1940年（昭和15年）に建設されたもので、駅本屋の改造や車寄の増築などが行われつつも、東面の駅通路上家に建設当時の姿を残していた。貨物営業廃止前は駅舎とホームとの間に2線あったため、駅舎とホームは約10 m離れて立地した。駅舎の屋根には三州瓦が使われているが、駅本屋がいぶし瓦、車寄が陶器瓦、駅通路上家がフランス瓦と異なっており、増改築の様子がうかがえた。駅本屋は北から待合室、保守点検室、物置に区分され、待合室区画には2台の自動改札機、2台の自動券売機、高浜市の特産品を展示するショーケースがあった。建て替え前の2014年（平成26年）には駅舎の撮影イベントが開催された。
旧駅舎南側に独立した建物として存在するトイレは、駅舎の建て替えにあたり名鉄が改修の上で高浜市に譲渡、公共施設となった。
| 路線              | 方向 | 行先     |
| ----------------- | ---- | -------- |
| MU 三河線（海線） | 下り | 知立ゆき |
| MU 三河線（海線） | 上り | 碧南ゆき |

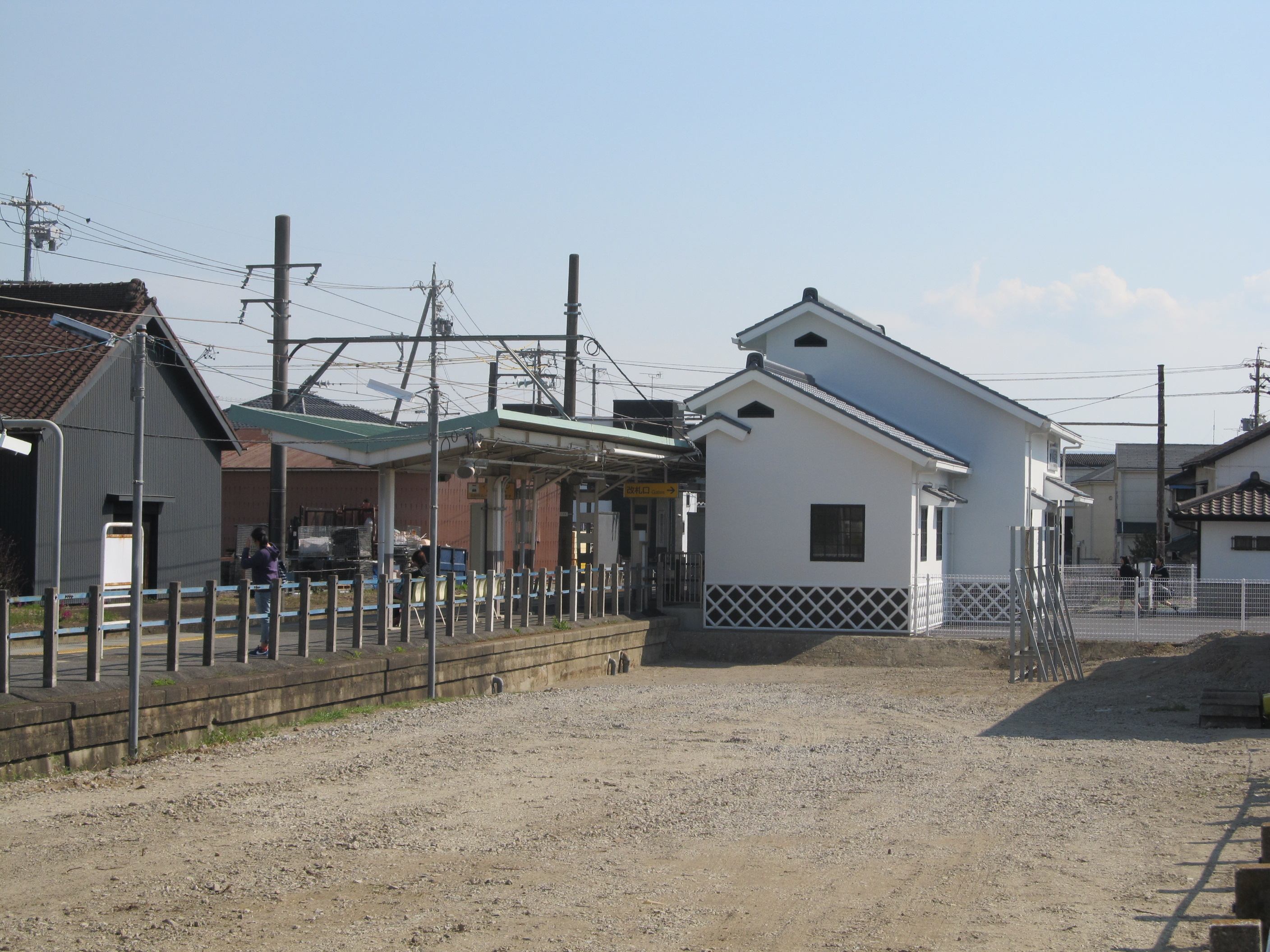
棒線化されたホームに隣接するように建設された新駅舎
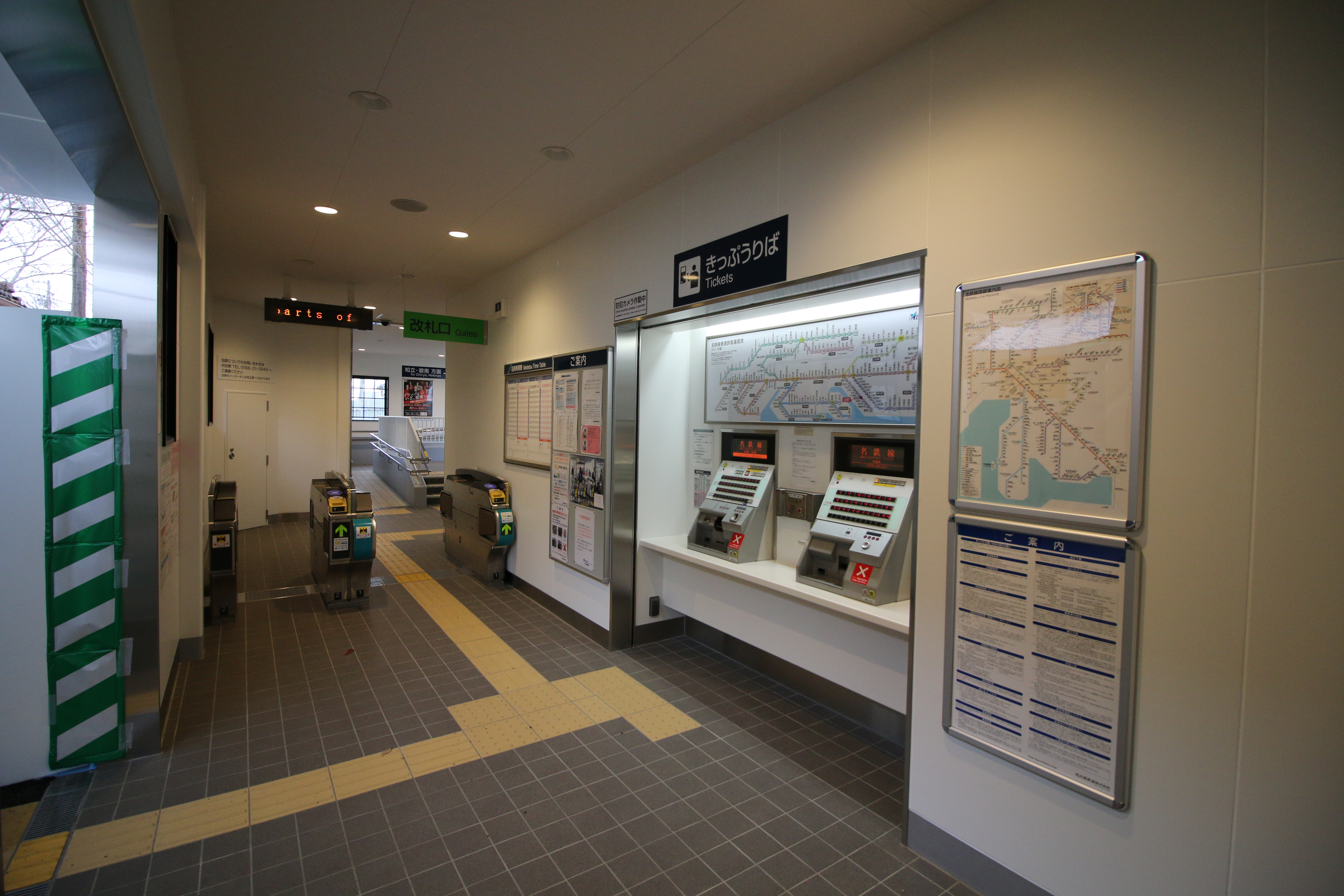
改札口 （2016年3月）
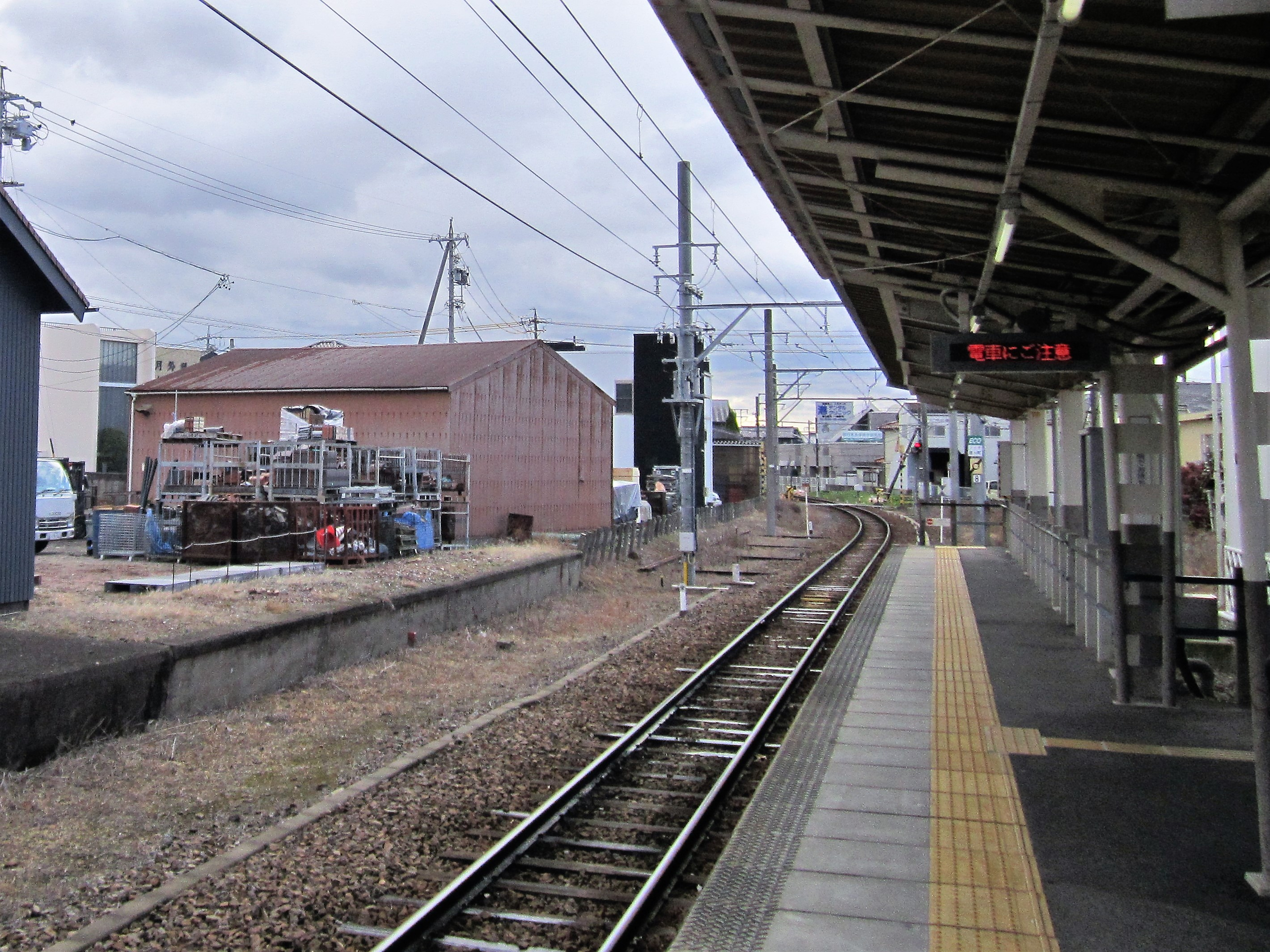
ホーム
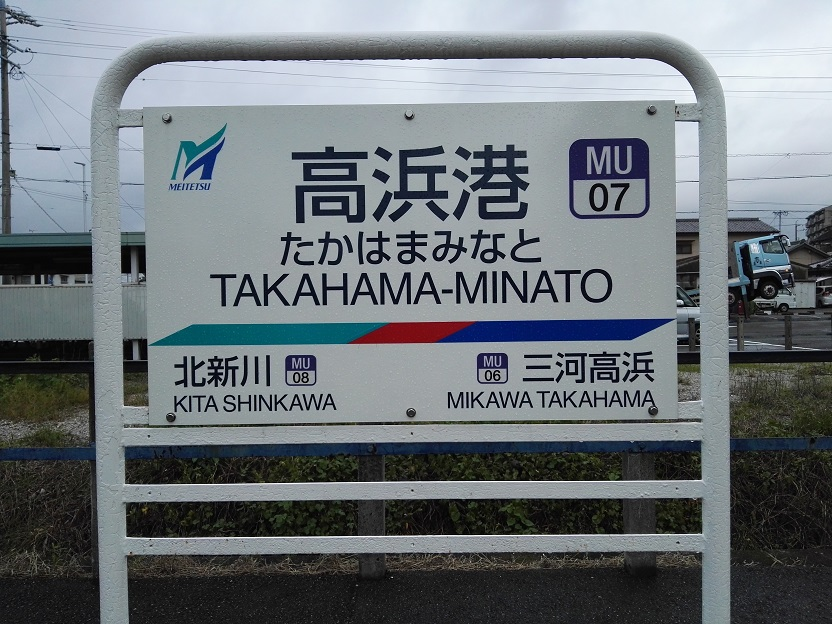
駅名標

### 配線図
| ← 刈谷・ 知立方面 | 高浜港駅 構内配線略図 | → 碧南方面 |
| 凡例 出典:        |                       |            |

## 利用状況
- 『名鉄120年：近20年のあゆみ』によると2013年（平成25年）度当時の1日平均乗降人員は2,043人であり、この値は名鉄全駅（275駅）中182位、 三河線（23駅）中18位であった[27]。
- 『名古屋鉄道百年史』によると1992年（平成4年）度当時の1日平均乗降人員は1,991人であり、この値は岐阜市内線均一運賃区間内各駅（岐阜市内線・田神線・美濃町線徹明町駅 - 琴塚駅間）を除く名鉄全駅（342駅）中173位、 三河線（38駅）中20位であった[28]。
- 『愛知県統計年鑑』によると1日平均の乗車人員は、2006年（平成18年）度826人、2007年（平成19年）度841人である。
- 『高浜の統計』『移動等円滑化取組報告書』によると、近年の1日平均乗降人員は下表のとおりである[29][30]。

| 年度               | 1日平均 乗降人員 |
| ------------------ | ---------------- |
| 1999年（平成11年） | 1,545            |
| 2000年（平成12年） | 1,570            |
| 2001年（平成13年） | 1,518            |
| 2002年（平成14年） | 1,522            |
| 2003年（平成15年） | 1,578            |
| 2004年（平成16年） | 1,544            |
| 2005年（平成17年） | 1,582            |
| 2006年（平成18年） | 1,661            |
| 2007年（平成19年） | 1,695            |
| 2008年（平成20年） | 1,804            |
| 2009年（平成21年） | 1,714            |
| 2010年（平成22年） | 1,737            |
| 2011年（平成23年） | 1,827            |
| 2012年（平成24年） | 1,867            |
| 2013年（平成25年） | 2,043            |
| 2014年（平成26年） | 2,118            |
| 2015年（平成27年） | 2,320            |
| 2016年（平成28年） | 2,392            |
| 2017年（平成29年） | 2,501            |
| 2018年（平成30年） | 2,655            |
| 2019年（令和元年） | 2,596            |
| 2020年（令和02年） | 2,143            |

## 駅周辺
駅前には大きな瓦のモニュメントがある。

### 主な施設
- 南中学校
- 高浜小学校
- 港小学校
- 高浜幼稚園
- 大聖寺
- 高浜市やきものの里かわら美術館・図書館

### バス路線
- 高浜市コミュニティバス「いきいき号」

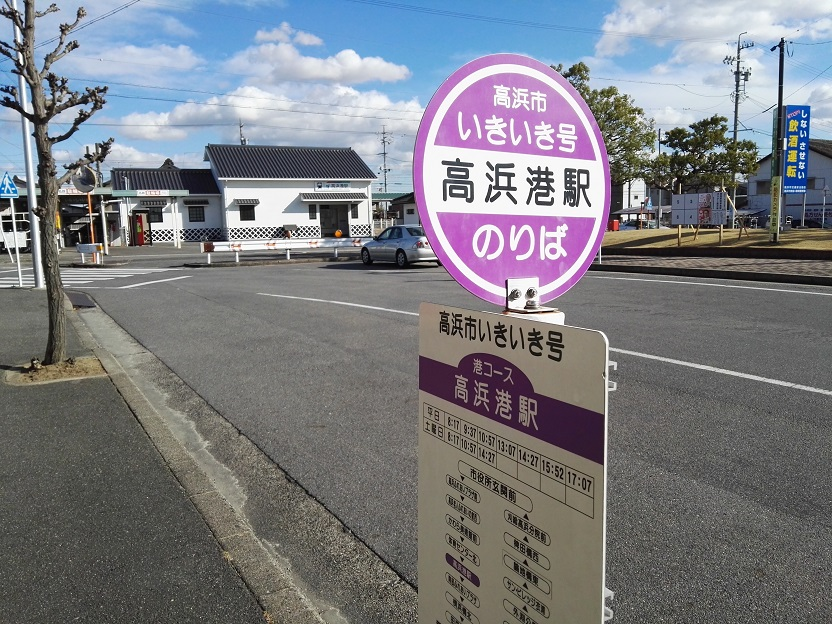
バス停

## 隣の駅
名古屋鉄道
MU 三河線（海線）
三河高浜駅（MU06） - 高浜港駅（MU07） - 北新川駅（MU08）